# 主显节前夕
主显节前夕，又稱第十二夜，是基督教节日的一个分支，指1月5日。那一天晚上是十二天圣诞季的最后一夜，之後就是圣诞节後第十二日（1月6日）的主显节。主显节纪念的是东方三博士对耶稣基督的朝拜。主显节过後就是狂欢季的开始，一直持续到懺悔星期二（即四旬节的前一天）。有些地区如美國路易斯安娜州的新奥尔良，則把1月6日晚上的狂欢节稱為“第十二夜”。
在一些地区，第十二夜的庆祝活动包括传统食品如国王蛋糕、果子奶油蛋糕。
莎士比亚的戏剧《第十二夜》原来就是为庆祝主显节前夕而作的。